# تاشتاماک
تاشتاماک (به لاتین: Tashtamak) یک منطقهٔ مسکونی در روسیه است که در باشقیرستان واقع شده‌است.